# Dzikowice
Dzikowice (deutsch Ebersdorf) ist ein Ort in der Stadt- und Landgemeinde Szprotawa im Powiat Żagański der Woiwodschaft Lebus in Polen. Es ist ein von Deutschen angelegtes Waldhufendorf. Das lockere Straßendorf ist vier Kilometer lang.

## Geographie
Ebersdorf liegt nordostwärts der Stadt Szprotawa, deutsch Sprottau. Vor 1945 untergliederte sich der Ort in Ober- und Unterebersdorf.

## Geschichte

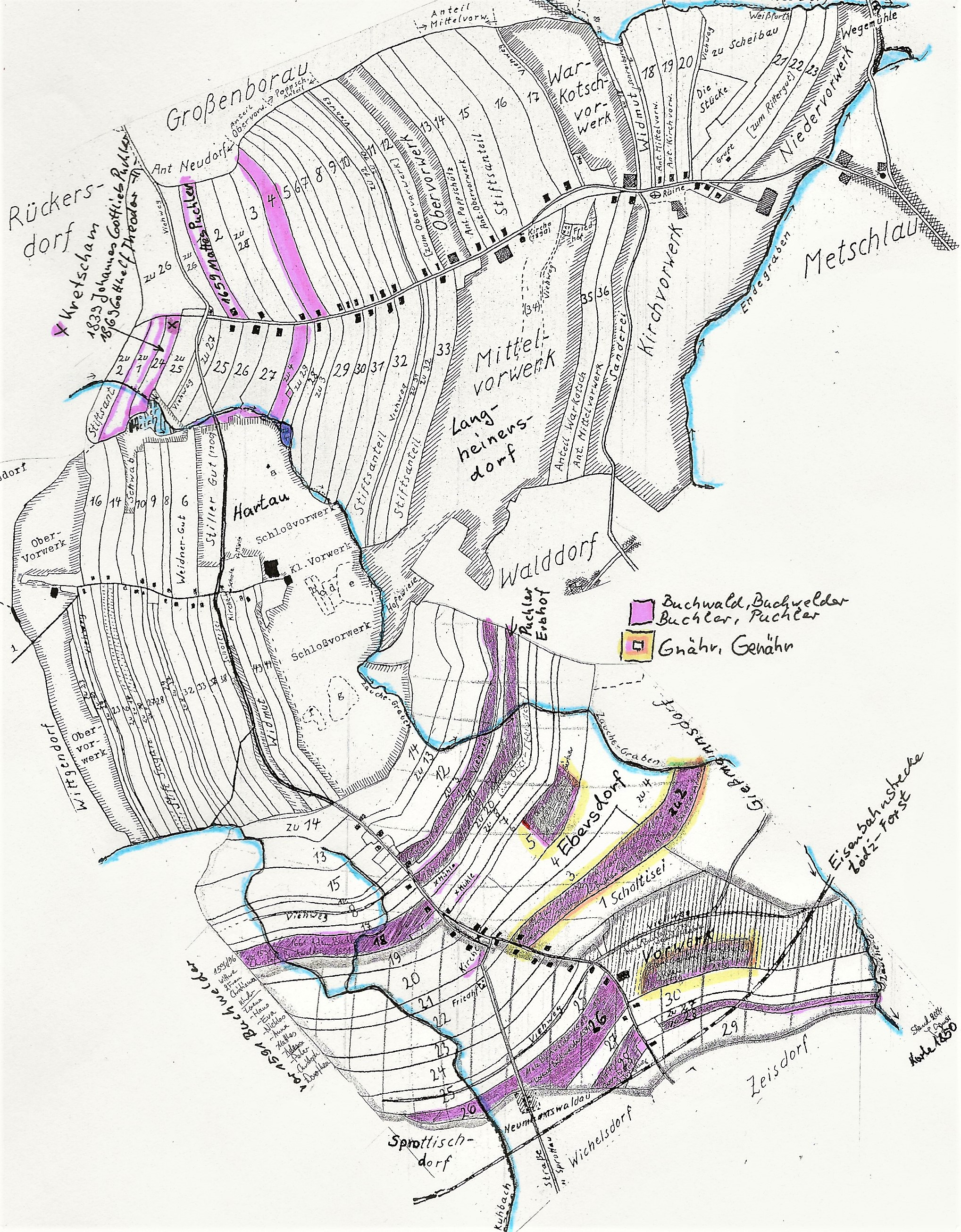
Ebersdorf mit Nachbargemeinden Hartau und Langheinersdorf, Flurkarte um 1850

Ebersdorf wurde 1272 erwähnt wegen eines Pfarrers der die kirchlichen Regeln nicht beachtete, 1283 als Villa Eberhardi und 1347 als Ebirharczdorf genannt und in der ersten Hälfte des 14. Jahrhunderts als Reihendorf angelegt und gegründet. Das Dorf unterteilt sich seit 1510 historisch in den oberen und unteren Teil, es unterstand zuvor rechtlich dem Erbscholzen und den sieben Schöffen. 1578 teilen sich die Adelsfamilien Fabian von Schönaich und von Tschammer den Ort. 1599 folgt als Besitzer Sigismund von Kottwitz, der wiederum gibt das Dorf an Kaspar von Rechenberg weiter. Die Stadtherren von Sprottau erwerben im 17. Jahrhundert den oberen Teil, das Rittergut. Den unteren Teil, mit 30 Bauerngütern, übernimmt 1687/88 Herr von Schoberg und gibt ihn 1718 an Balzer Alexander Baron von Knobelsdorf weiter. 1820 erwirbt Christian Friedrich Neumann, der Besitzer von Wichelsdorf und anderen Nachbardörfern, den Knobelsdorfer Teil für seine Familie. 1884 wurde durch den Ort die heutige Bahnstrecke von Łódź nach Forst (Lausitz) gebaut. 1893 erhielt Ebersdorf eine Eisenbahnhaltestelle.
Neben dem Adel des Ortes gab es eine freie Bauernfamilie Buchwälder, die niederadliger Herkunft war. Diese Buchwälder gehörten zu den Lokatoren, die unter Herzog Primkow (Primislaus), 1280 deutsche Siedler heranzogen und ein Nachbardorf Buchwald (poln. Bukowina Bobrzańska) bei Sagan gründeten. Die Buchwälder verkauften 1419 ihr Dorf an den Altaristen des Klosters vor den Mauern Sprottau’s (Magdalenerinnenkloster Sprottau) und nahmen sich Grundstücke die 26,18,11,10 lt. Schöffenbuch von 1569/89 in Ebersdorf. Matz (Matthias) Buchwälder war 1580 Ratsherr von Sprottau. Sein Vorfahr Hans Buchwälder amtierte 1526–1529 und 1538–1539 als Bürgermeister in Sprottau. Ein Zweig der Familie brachte Johannes Buchwälder (1564–1632), einen in Wittenberg studierten Pastor und Autor hervor. Die Bauernfamilie Buchwälder nannte sich nach 1660 Buchler und Puchler und war verwandt mit Genähr u. der Exulantenfamilie Gerner.
Im Ort gab es ein Gutshaus, Schloss genannt, eine Kirche und eine Windmühle.
Ein Cabinet der Rheinischen Mission, in dem Geschenke und Gaben des 1822 in Ebersdorf geborenen Missionars Ferdinand Genähr aufbewahrt wurden, ehrte den ehemaligen Bewohner des Dorfes. Die evangelischen Gemeinden unterstützten die Mission von F. Genähr in China mit Kollekten und Geldsammlungen. Über den Verbleib der Raritäten des Museums nach 1945 ist zur Zeit nichts bekannt.
Gerichtsbarkeit:
Die Niedere Gerichtsbarkeit wurde 1569 durch einen Scholz und Erbrichter Gryger Weygkmann mit einem Schöffengericht ausgeübt.
Die sieben Schöffen(Grundstück) sind Blasius Kergel (27), Matz Buchwelder (26)(1589 Buchler genannt), Jacob Moller (22), Casper Czerne (21), Melcher Opitz (16 od. 5), Bartel Ludwig (4) und Valten Kallenbach (2).
1945, nach Kriegsende, fiel Ebersdorf an Polen und wurde in Dzikowice umbenannt. Die deutsche Bevölkerung wurde größtenteils vertrieben, an ihre Stelle traten oft vertriebene polnischsprachige Menschen aus den früheren Ostgebieten Polens. Von 1975 bis 1998 gehörte die Stadt administrativ zur Woiwodschaft Zielona Góra.

## Einwohner
- 1730       30 Bauernstellen
- 1787      638 Ew.
- 1819      622 Ew. ( 6 Katholiken)
- 1871      752 Ew. ( N.Ebd. 420, Ob.Ebd. 332)
- 1900      712 Ew. (17 Katholiken, Gutsbewohner 34)
- 1925      796 Ew. (70 Katholiken)
- 1939      715 Ew.

## Sehenswürdigkeiten

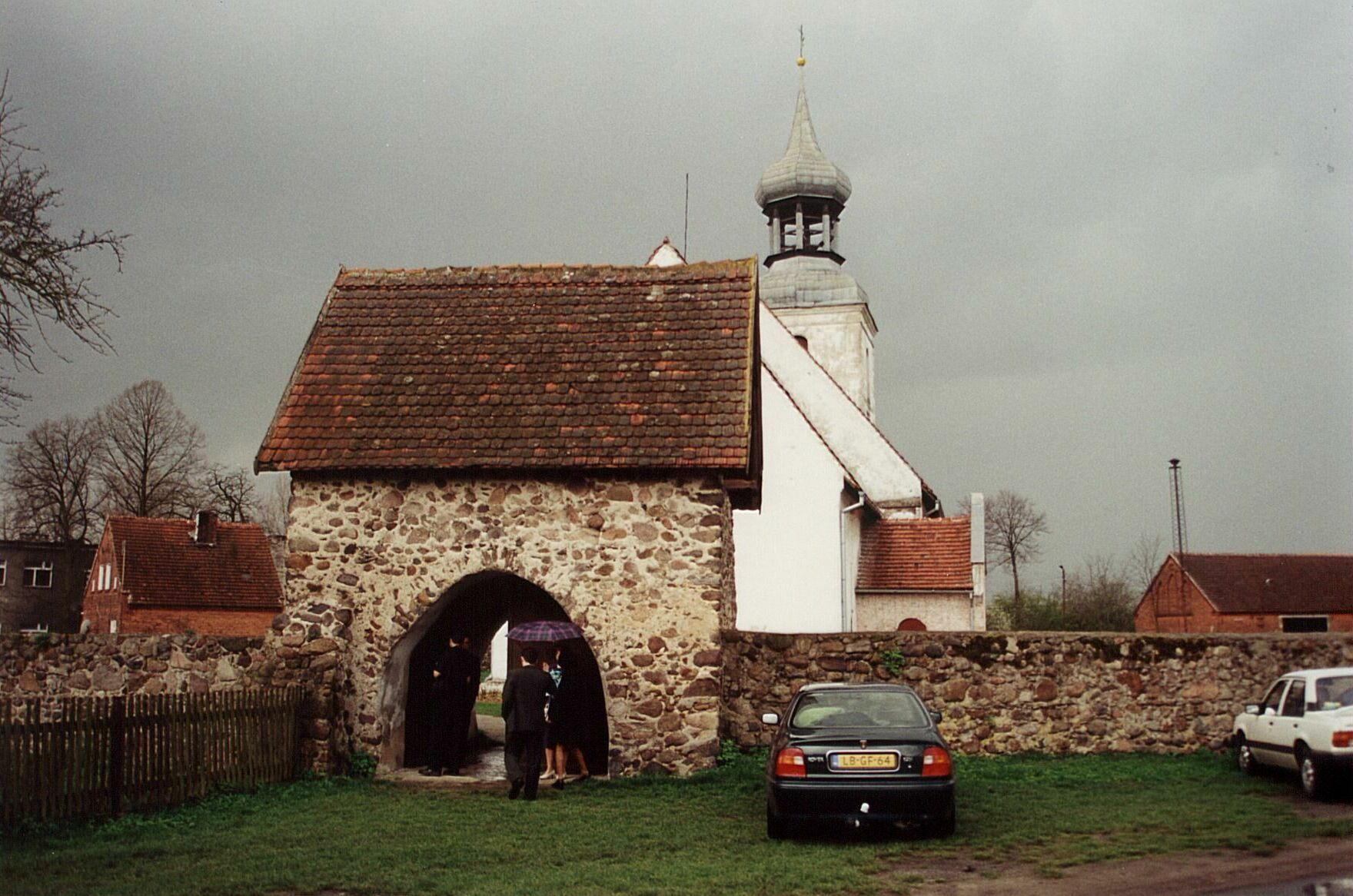
Kirche in Dzikowice, im Jahr 2001

- Die Kirche ehemals evangelische Mutterkirche, heute römisch-katholische Pfarrkirche Schmerzensreiche Gottesmutter (Kościół parafialny Matki Boskiej Bolesnej) wurde 1406 mit Feldsteinen und Raseneisenerz einschiffig im frühgotischen Stil erbaut. Der im 15. Jahrhundert ergänzte Feldsteinturm trägt drei Glocken und einen Schindeldach. Das Innere der Kirche schmückt der spätgotische Triptychonaltar aus dem Jahr 1505. Der alte Friedhof, der das Gotteshaus umringt ist mit einer kreisförmigen Steinmauer und einem aus dem 15. Jh. stammenden Tor eingefriedet. Während der Reformation wurde die Gemeinde evangelisch, 1645 Zeit der Gegenreformation, wieder administrativ durchgesetzt katholisch. 1687 weihte man die Kirche dem heiligen Nikolaus. Die Protestanten ließen ab dieser Zeit ihre Kinder in den evang. Kirchen in Kriegheide und Dohms taufen. Im katholischen Visitationsbericht stand: Keine Hoffnung auf Bekehrung. Ab 1818 wurde eine Simultankirche mit einem zwölfmaligen katholischen Gottesdienst im Jahr bewilligt. 770 Seelen hatte die evangelische Kirchgemeinde nach 1862. Die römisch-katholische Gemeinde hatte sechs Mitglieder. 1882 wurde das geschindelte Kirchdach mit roten Dachziegel eingedeckt. Nach 1945 wurde die Kirche unter der polnischen Bevölkerung wieder katholisch.

- Das historische Friedhofstor aus dem 15. Jahrhundert befindet sich in der Steinmauer, welche die Kirche umgibt.

## Vereine
Seit 2008 gibt es den Sportverein Raptus. Der Ort hat eine Einheit der Freiwilligen Feuerwehr und einen Landfrauenverein. Es gibt ein Dorfgemeinschaftshaus mit einer Nutzfläche von 300 m².

## Verkehr
Das Dorf hat eine eigene Eisenbahn-Haltestelle.

## Persönlichkeiten
- Ferdinand Genähr (1823–1864), Missionar der Rheinischen Mission in China im 19. Jahrhundert